# اسپرس آذربایجانی
اسپرس آذربایجانی (نام علمی: Onobrychis atropatana) نام یک گونه از سرده اسپرس است.